# Liste des épouses des Premiers ministres du Japon
Le statut des épouses des Premiers ministres du Japon (内閣総理大臣夫人, Naikakusōridaijinfujin) n'est pas un poste officiel et ne donne droit à aucun salaire ni n'appelle à un quelconque devoir.

## Épouses des Premiers ministres (1947–aujourd'hui)

### Épouses des Premiers ministres durant la période Shōwa (1947-1989)
- Sous l'empereur Shōwa

|      | Épouse                                        | Début            | Fin              | Premier ministre  |
| ---- | --------------------------------------------- | ---------------- | ---------------- | ----------------- |
| 33   | Kikue Katayama 片山 菊江 Katayama Kikue       | 24 mai 1947      | 10 mars 1948     | Tetsu Katayama    |
| 34   | Hisami Ashida 芦田 壽美 Ashida Hisami         | 10 mars 1948     | 15 octobre 1948  | Hitoshi Ashida    |
| (32) | Kiyoko Yoshida 吉田 喜代子 Yoshida Kiyoko     | 15 octobre 1948  | 10 décembre 1954 | Shigeru Yoshida   |
| 35   | Kaoru Hatoyama (en) 鳩山 薫 Kaoru Hatoyama    | 10 décembre 1954 | 23 décembre 1956 | Ichirō Hatoyama   |
| 36   | Ume Ishibashi 石橋 うめ Ishibashi Ume         | 23 décembre 1956 | 25 février 1957  | Tanzan Ishibashi  |
| 37   | Yoshiko Kishi 岸 良子 Kishi Yoshiko           | 25 février 1957  | 19 juillet 1960  | Nobusuke Kishi    |
| 38   | Mitsue Ikeda 池田 滿枝 Ikeda Mitsue           | 19 juillet 1960  | 9 novembre 1964  | Hayato Ikeda      |
| 39   | Hiroko Satō 佐藤 寛子 Satō Hiroko             | 9 novembre 1964  | 7 juillet 1972   | Eisaku Satō       |
| 40   | Hana Tanaka 田中 はな Tanaka Hana             | 7 juillet 1972   | 9 décembre 1974  | Kakuei Tanaka     |
| 41   | Mutsuko Miki (en) 三木 睦子 Miki Mutsuko      | 9 décembre 1974  | 24 décembre 1976 | Takeo Miki        |
| 42   | Mie Fukuda 福田 三枝 Fukuda Mie               | 24 décembre 1976 | 7 décembre 1978  | Takeo Fukuda      |
| 43   | Shigeko Ōhira 大平 志げ子 Ōhira Shigeko       | 7 décembre 1978  | 12 juin 1980     | Masayoshi Ōhira   |
| 44   | Sachi Suzuki 鈴木 さち Suzuki Sachi           | 12 juin 1980     | 27 novembre 1982 | Zenkō Suzuki      |
| 45   | Tsutako Nakasone 中曾根 蔦子 Nakasone Tsutako | 27 novembre 1982 | 6 novembre 1987  | Yasuhiro Nakasone |
| 46   | Naoko Takeshita 竹下 直子 Takeshita Naoko     | 6 novembre 1987  | 3 juin 1989      | Noboru Takeshita  |

### Épouses des Premiers ministres durant la période Akihito (1989-2019)
- Sous l'empereur Akihito

|      | Épouse                                        | Début             | Fin               | Premier ministre   |
| ---- | --------------------------------------------- | ----------------- | ----------------- | ------------------ |
| 47   | Chiyo Uno 宇野 千代 Uno Chiyo                 | 3 juin 1989       | 10 août 1989      | Sōsuke Uno         |
| 48   | Sachiyo Kaifu 海部 幸世 Kaifu Sachiyo         | 10 août 1989      | 5 novembre 1991   | Toshiki Kaifu      |
| 49   | Yoko Miyazawa 宮澤 庸子 Miyazawa Yoko         | 5 novembre 1991   | 9 août 1993       | Kiichi Miyazawa    |
| 50   | Kayoko Hosokawa 細川 佳代子 Hosokawa Kayoko   | 9 août 1993       | 28 avril 1994     | Morihiro Hosokawa  |
| 51   | Ayako Hata 羽田 綏子 Hata Ayako               | 28 avril 1994     | 30 juin 1994      | Tsutomu Hata       |
| 52   | Yoshie Murayama 村山 ヨシヱ Murayama Yoshie   | 30 juin 1994      | 11 janvier 1996   | Tomiichi Murayama  |
| 53   | Kumiko Hashimoto 橋本 久美子 Hashimoto Kumiko | 11 janvier 1996   | 30 juillet 1998   | Ryutaro Hashimoto  |
| 54   | Chizuko Obuchi 小渕 千鶴子 Obuchi Chizuko     | 30 juillet 1998   | 5 avril 2000      | Keizō Obuchi       |
| 55   | Chieko Mori 森 智恵子 Mori Chieko             | 5 avril 2000      | 26 avril 2001     | Yoshirō Mori       |
| –    | Vacant                                        | 26 avril 2001     | 26 septembre 2006 | Jun'ichirō Koizumi |
| 56   | Akie Abe 安倍 昭恵 Abe Akie                   | 26 septembre 2006 | 26 septembre 2007 | Shinzō Abe         |
| 57   | Kiyoko Fukuda (en) 福田 貴代子 Fukuda Kiyoko  | 26 septembre 2007 | 24 septembre 2008 | Yasuo Fukuda       |
| 58   | Chikako Asō 麻生 千賀子 Asō Chikako           | 24 septembre 2008 | 16 septembre 2009 | Tarō Asō           |
| 59   | Miyuki Hatoyama 鳩山 幸 Hatoyama Miyuki       | 16 septembre 2009 | 8 juin 2010       | Yukio Hatoyama     |
| 60   | Nobuko Kan 菅 伸子 Kan Nobuko                 | 8 juin 2010       | 2 septembre 2011  | Naoto Kan          |
| 61   | Hitomi Noda 野田 仁実 Noda Hitomi             | 2 décembre 2011   | 26 décembre 2012  | Yoshihiko Noda     |
| (56) | Akie Abe 安倍 昭恵 Abe Akie                   | 26 décembre 2012  | 16 septembre 2020 | Shinzō Abe         |

### Épouses des Premiers ministres durant la période Naruhito (depuis 2019)
- Sous l'empereur Naruhito

|    | Épouse                                  | Début            | Fin              | Premier ministre |
| -- | --------------------------------------- | ---------------- | ---------------- | ---------------- |
| 62 | Mariko Suga 菅 真理子 Suga Mariko       | 16 décembre 2020 | 4 octobre 2021   | Yoshihide Suga   |
| 63 | Yuko Kishida 岸田 裕子 Kishida Yuko     | 4 octobre 2021   | 1er octobre 2024 | Fumio Kishida    |
| 64 | Yoshiko Ishiba 石破 佳子 Ishiba Yoshiko | 1er octobre 2024 | Actuelle         | Shigeru Ishiba   |